# Minden-Lübbecke
Minden-Lübbecke é um distrito (Kreis ou Landkreis) da Alemanha localizado na região administrativa (Regierungsbezirk) de Detmold, no estado da Renânia do Norte-Vestfália.

## Cidades e municípios
(Populações em 31 de dezembro de 2009)
| |                                                           |
| Cidades | Municípios                                                |
| - Bad Oeynhausen (48 516) - Espelkamp (25 240) - Lübbecke (25 885) - Minden (82 400) - Petershagen (26 027) - Porta Westfalica (35 348) - Preußisch Oldendorf (12 997) - Rahden (15 795) | - Hille (16 230) - Hüllhorst (13 429) - Stemwede (13 917) |